# Finale de la Ligue Europa 2014-2015
La finale de la Ligue Europa 2014-2015 est la 44e finale de la Ligue Europa de l'UEFA, et la 6e depuis la réforme de l'ancienne Coupe UEFA. Ce match de football a lieu le 27 mai 2015 au Stade national de Varsovie, en Pologne.
Elle oppose l'équipe ukrainienne du FK Dnipro à celle, espagnole et également tenante du titre, du Séville FC. Le match se termine sur une victoire 3 buts à 2 de l’équipe espagnole qui remporte sa deuxième Ligue Europa d'affilée, pour la deuxième fois après les sacres de 2006 et 2007 dans ce qui était alors la Coupe UEFA, et ainsi son quatrième titre dans la compétition, un record,.
Vainqueur de la finale, le Séville FC est à ce titre qualifié pour la Supercoupe d'Europe 2015 contre le FC Barcelone, vainqueur de la finale de la Ligue des champions. De plus, pour la première fois, une place en Ligue des champions est allouée au vainqueur de la Ligue Europa, signifiant que le Séville FC est automatiquement qualifié pour la Ligue des champions 2015-2016 quelle que soit sa position dans son championnat national. Le club est assuré d'entrer directement à la phase de groupes, le vainqueur de la Ligue des champions étant déjà qualifié par le biais de son championnat national, ce faisant la place réservée au vainqueur de cette compétition n'est pas utilisée.

## Stade
Le stade national de Varsovie est désigné hôte de la finale à l'issue d'une réunion du Comité exécutif de l'UEFA le 23 mai 2013. Il s'agit de la première finale de coupe européenne organisée en Pologne.
Le stade, construit en 2008 et inauguré en 2012 en remplacement de l’ancien stade du 10e anniversaire, est comme son nom l'indique situé à Varsovie en Pologne. Multi-usages, il est utilisé principalement pour les matchs de football, accueillant notamment l'équipe de Pologne. Il a accueilli par le passé trois matchs de groupes (dont le match d'ouverture), un quart de finale et une demi-finale lors de l'Euro 2012, organisé conjointement par la Pologne et l’Ukraine.
Sa capacité est de 58 145 places, réduite à 56 070 lors des compétitions de l’UEFA.

## Contexte
Le FK Dnipro est la grande surprise de la compétition,. L'équipe ne s'étant en effet tirée de la phase de groupes qu'à grand-peine est pourtant parvenue à se défaire successivement, lors de la phase finale, de l'Olympiakos, de l'Ajax Amsterdam, du Club Bruges, et surtout du favori napolitain au terme des demi-finales,. Il s'agit donc de la première finale de coupe européenne disputée par le FK Dnipro, et de la deuxième équipe ukrainienne à atteindre ce stade de la compétition après le Chakhtar Donetsk, vainqueur du Werder Brême en 2009. Une troisième équipe ukrainienne, le Dynamo Kiev, a également remporté deux finales de Coupe d'Europe des vainqueurs de coupe en 1975 et en 1986, à l'époque en tant que représentante de l'Union soviétique. Avant ce match, toutes les finales de coupe d'Europe disputées par des clubs ukrainiens se sont donc conclues sur une victoire.
Le Séville FC a quant à lui parfaitement honoré son statut de tenant du titre, ne concédant qu'une seule défaite de toute la compétition face au Feyenoord Rotterdam en phase de groupes avant d’enchaîner plusieurs victoires de rang contre le Borussia Mönchengladbach, Villarreal, le Zénith Saint-Pétersbourg, et de conclure une phase finale quasi parfaite contre la Fiorentina avec une victoire nette 5 à 0 pour assurer une nouvelle finale à l'équipe espagnole. Il s'agit de sa quatrième finale de C3 après celles de 2006, 2007 et 2014, toutes remportées.
Les deux clubs ne s'étaient jamais rencontrés jusqu'ici.

## Parcours des finalistes
Note : dans les résultats ci-dessous, le score du finaliste est toujours donné en premier (D : domicile ; E : extérieur).
| Rang | Équipe           | Pts | J | G | N | P | Bp | Bc | Diff |
| ---- | ---------------- | --- | - | - | - | - | -- | -- | ---- |
| 1    | Inter Milan      | 12  | 6 | 3 | 3 | 0 | 6  | 2  | +4   |
| 2    | FK Dnipro        | 7   | 6 | 2 | 1 | 3 | 4  | 5  | -1   |
| 3    | FK Qarabağ       | 6   | 6 | 1 | 3 | 2 | 3  | 5  | -2   |
| 4    | AS Saint-Étienne | 5   | 6 | 0 | 5 | 1 | 2  | 3  | -1   |

| Rang | Équipe              | Pts | J | G | N | P | Bp | Bc | Diff |
| ---- | ------------------- | --- | - | - | - | - | -- | -- | ---- |
| 1    | Feyenoord Rotterdam | 12  | 6 | 4 | 0 | 2 | 10 | 6  | +4   |
| 2    | Séville FC          | 11  | 6 | 3 | 2 | 1 | 8  | 5  | +3   |
| 3    | HNK Rijeka          | 7   | 6 | 2 | 1 | 3 | 7  | 8  | -1   |
| 4    | Standard de Liège   | 4   | 6 | 1 | 1 | 4 | 4  | 10 | -6   |

### FK Dnipro

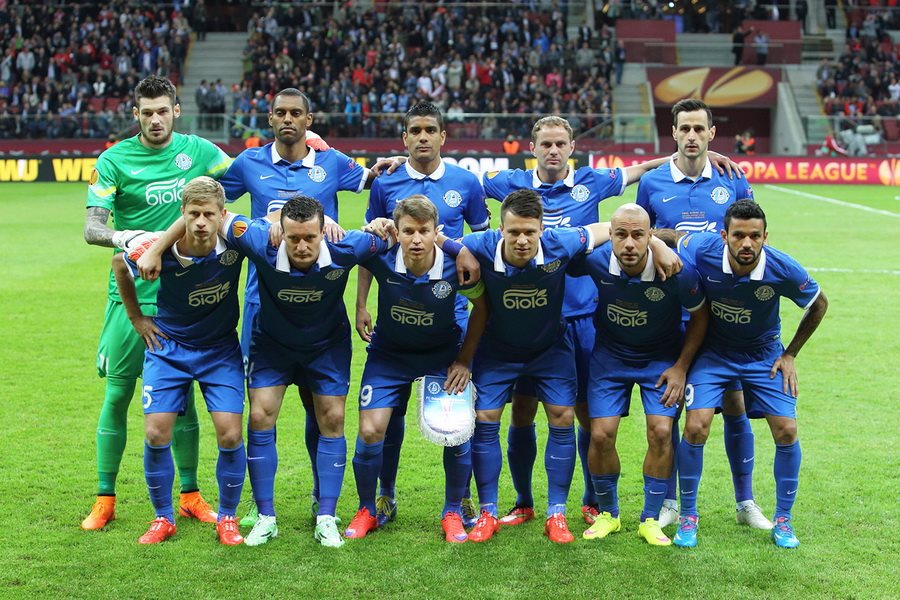
Le Dnipro est la grande surprise de la compétition.

Arrivé second du championnat ukrainien derrière le Chakhtar Donetsk, le Dnipro est donc qualifié pour le troisième tour de qualification à la Ligue des champions 2014-2015 pour la première fois de son histoire. Mais l’aventure tourne court face au FC Copenhague avec un match nul 0-0 à domicile et une défaite 2 buts à 0 au Danemark les repêchant en barrage de la Ligue Europa où ils défont les Croates d'Hajduk Split sur le score de 2 buts à 1 pour atteindre la phase de groupes pour la troisième année de suite.
Le Dnipro est tiré dans le groupe F en compagnie de l'Inter Milan, l'AS Saint-Étienne et Qarabağ. La campagne commence de manière désastreuse pour les Ukrainiens avec un seul point pris sur les trois premiers matchs lors d'un match nul 0-0 sur la pelouse de Saint-Étienne avec entre-temps deux défaites à domicile contre l'Inter et Qarabağ sur le score de 1 à 0. L'espoir renaît lors de la 4e journée et une victoire 2 buts à 1 à Bakou, suivi par une défaite 2-1 à Milan. Le Dnipro parvient finalement à se qualifier pour la phase finale grâce à une victoire 1-0 à domicile face à Saint-Étienne sur un but du latéral droit Fedetskyi à la 66e minute, entraînant l’élimination des Stéphanois,. Avec le match nul 0-0 concédé par Qarabağ face au leader milanais, le Dnipro arrache sa qualification sur le fil avec un faible total de 7 points.
En seizièmes de finale, le club rencontre l'Olympiakos, repêché de la Ligue des champions, qu'il élimine sur le score de 4 buts à 2, lui permettant d'accéder aux huitièmes de finale pour la première de son histoire. Le tirage au sort oppose alors les Ukrainiens à l'Ajax Amsterdam, également repêché et vainqueur du Legia Varsovie au tour précédent, face à qui ils finissent par l’emporter au bout des prolongations à Amsterdam grâce à un but de Konoplyanka permettant au Dnipro d'avoir l'avantage des buts marqués à l'extérieur leur suffisant à se qualifier malgré la défaite 2-1 et un but de Van der Hoorn dans les dernières minutes pour un total de 2 buts partout sur les deux matchs. Les quarts de finale les opposent aux Belges du Club Bruges qu'ils vainquent dans les dernières minutes du match retour à Kiev sur le score de 1 but à 0 par un but de Shakhov après un match aller sans but à Bruges,. Le dernier rempart à une finale historique est le SSC Naples de Rafael Benítez, favori de la compétition et vainqueur aisé du VfL Wolfsbourg sur le score de 6 buts à 3 au tour précédent. Le Dnipro parvient cependant à déjouer les pronostics en battant la formation napolitaine sur un score total de 2 buts à 1 (1-1 à l'aller à Naples et 1-0 au retour) grâce aux deux buts de Seleznyov lors des deux matchs,.
Parti en tant qu'outsider, le Dnipro est la grande surprise du tournoi et se qualifie pour sa première finale de Ligue Europa, la première pour un club ukrainien depuis le Chakhtar Donetsk en 2009.

### Séville FC
En tant que tenant du titre, le Séville FC est automatiquement qualifié pour la phase de groupes. Le club est tiré dans le groupe G avec le Feyenoord Rotterdam, l'HNK Rijeka et le Standard de Liège. Leur campagne démarre sur un succès 2 buts à 0 à domicile contre Feyenoord avec des buts de Krychowiak et Mbia, suivi deux semaines plus tard d'un match nul 2-2 sur la pelouse du Rijeka et d'un autre match nul 0-0 à Liège. S'ensuit une victoire 3 buts à 1 à domicile contre le Standard avec des buts signés Kevin Gameiro, José Antonio Reyes et Carlos Bacca et une défaite 2-0 contre Feyenoord qui assure à ces derniers la première place du groupe. Séville parvient à sortir en seconde position grâce à une victoire 1-0 contre Rijeka et un but de Suárez.
En phase finale, le club rencontre d'abord le Borussia Mönchengladbach en seizièmes de finale dont il dispose 4 buts à 2 sur les deux rencontres avec notamment un doublé de Vitolo et une victoire 3-2 au match retour à Mönchengladbach. Les huitièmes de finale opposent Séville à l'autre club espagnol de Villarreal CF qu'ils éliminent 5 buts à 2 avec une victoire décisive au match aller 3-1 sur la pelouse de Villarreal. Un quart de finale compliqué contre le Zénith Saint-Pétersbourg voit finalement la victoire du tenant du titre 4 buts à 3 grâce à un but de Kevin Gameiro dans les dernières minutes du match retour à Saint-Pétersbourg (2-2) alors que le match semblait devoir se décider lors des prolongations. La demi-finale contre la Fiorentina n'est finalement qu'une formalité avec deux victoires sans appel (3-0 à l'aller à domicile et 2-0 au retour à l'extérieur) et 5 buts à 0 sur l’ensemble des deux matchs face à une formation florentine inoffensive, ce qui permet au FC Séville de se qualifier pour sa deuxième finale de C3 consécutive, la quatrième en tout.

## Avant-match

### Ambassadeur

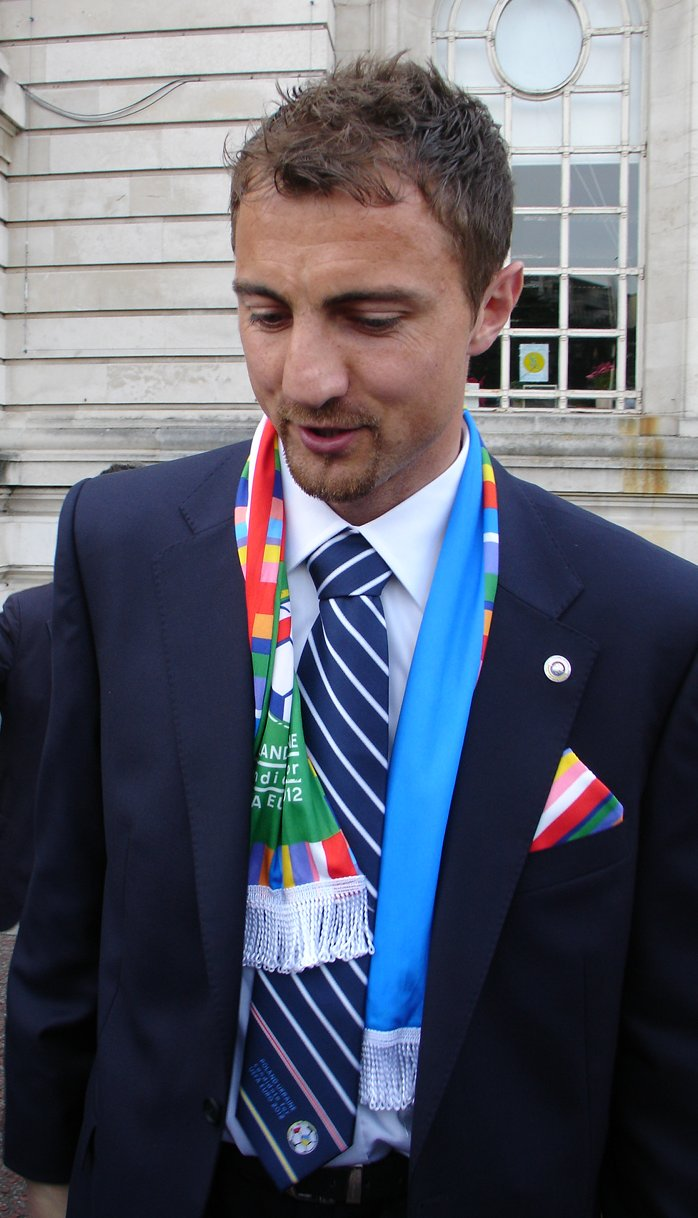
Jerzy Dudek est l'ambassadeur de la finale.

Jerzy Dudek, ancien gardien de but de la Pologne et vainqueur de la Ligue des champions avec Liverpool en 2005, est l'ambassadeur de la finale.

### Identité visuelle
L'identité visuelle de la finale est dévoilée par l'UEFA le 29 août 2014.

### Places
Avec une capacité de 56 000 places, 44 000 tickets ont été mis à disposition des fans et du grand public, les deux équipes finalistes recevant chacune 9 500 tickets, les 25 000 autres étant vendues dans le reste du monde via le site de l'UEFA entre le 26 février et le 25 mars 2015. Quatre catégories de prix ont été proposées : 130 €, 90 €, 65 €, et 40 €.

### Arbitres
L'arbitre anglais Martin Atkinson est nommé arbitre de la finale par l’UEFA le 18 mai 2015. Le reste du corps arbitral se compose des Anglais Mike Mullarkey et Stephen Child en tant qu'assistants, Anthony Taylor et Andre Marriner en tant qu'arbitres assistants supplémentaires, Jake Collin en tant qu'arbitre de réserve, et du Tchèque Pavel Královec en tant que quatrième arbitre.

## Match

### Résumé

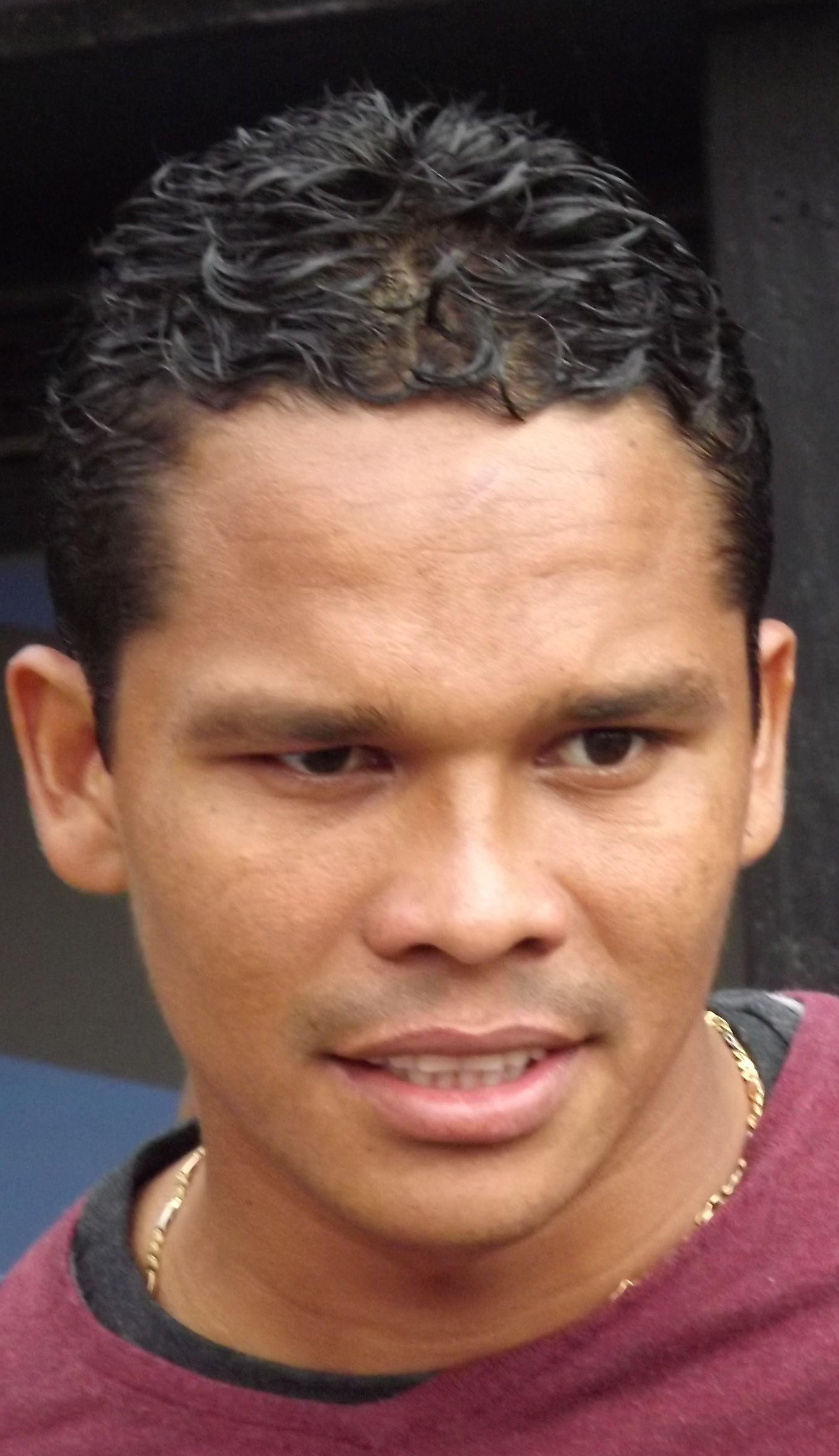
Carlos Bacca inscrit deux buts pour Séville, dont celui de la victoire.

Malgré une domination andalouse dans la possession de balle, le Dnipro ouvre le score dès la 7e minute lorsque Nikola Kalinić reprend de la tête un centre de Matheus à la suite d'un contre parfaitement mené. Le FC Séville égalise à la 28e minute, par l'intermédiaire de Grzegorz Krychowiak sur un corner mal dégagé par la défense ukrainienne, et prend l’avantage trois minutes plus tard sur un but de Carlos Bacca qui trompe le gardien Denys Boyko. Cependant, à deux minutes de la fin de la première période, un coup franc bien tiré par le capitaine du Dnipro Rouslan Rotan trompe Sergio Rico et permet à son équipe de revenir dans la partie,.
Le premier changement intervient à la 58e minute, avec le remplacement de José Antonio Reyes par Coke du côté de Séville, celui-ci se plaçant en tant qu'arrière-droit, Aleix Vidal prenant la place de Reyes en tant qu'ailier droit. Quinze minutes plus tard, sur une passe du bout du pied de Vitolo, Carlos Bacca trompe une nouvelle fois le portier du Dnipro en portant le score, qui ne bougera plus, à 3 buts à 2 pour le FC Séville. Peu après, le Dnipro revient à la charge en remplaçant Nikola Kalinić par Yevhen Seleznyov, tandis que Séville remplace Carlos Bacca par Kevin Gameiro. Les deux derniers changements ont lieu en fin de match, Yevhen Shakhov remplaçant Jaba Kankava côté Dnipro, et Vicente Iborra remplaçant Éver Banega côté Séville,.
Alors que tous les changements ont été effectués, Matheus s'effondre et est évacué par le personnel médical. Son entraîneur Myron Markevych confirme qu'il est alors envoyé en traitement à l'hôpital pour une fracture du nez, avant de rejoindre ses coéquipiers quelques heures plus tard, son état ne prêtant plus à aucune inquiétude.
Le quatrième titre de Séville signifie que l'Espagne et l’Italie sont à présent à égalité en termes de victoires en C3, chaque pays totalisant neuf titres,. José Antonio Reyes devient également le premier joueur à gagner la C3 quatre fois, ayant fait partie de l'équipe de l'Atlético Madrid victorieuse en 2010 et en 2012 et de celle de Séville en 2014.

### Feuille de match
| ·               |                     |     |
| Titulaires :    |                     |     |
|                 |                     |     |
| 71              | Denys Boyko         |     |
| 44              | Artem Fedetskyi     |     |
| 23              | Douglas             |     |
| 14              | Yevhen Cheberyachko |     |
| 12              | Léo Matos           |     |
| 7               | Jaba Kankava        | 85e |
| 25              | Valeriy Fedorchuk   | 68e |
| 99              | Matheus             |     |
| 29              | Rouslan Rotan       |     |
| 10              | Yevhen Konoplyanka  |     |
| 9               | Nikola Kalinić      | 78e |
|                 |                     |     |
| Remplaçants :   |                     |     |
| 16              | Jan Laštůvka        |     |
| 2               | Alexandru Vlad (en) |     |
| 19              | Roman Bezus         | 68e |
| 20              | Bruno Gama          |     |
| 24              | Valeriy Luchkevych  |     |
| 28              | Yevhen Shakhov      | 85e |
| 11              | Yevhen Seleznyov    | 78e |
|                 |                     |     |
| Entraîneur :    |                     |     |
| Myron Markevych |                     |     |

| ·             |                        |     |
| Titulaires :  |                        |     |
|               |                        |     |
| 29            | Sergio Rico            |     |
| 22            | Aleix Vidal            |     |
| 6             | Daniel Carriço         |     |
| 15            | Timothée Kolodziejczak |     |
| 2             | Benoît Trémoulinas     |     |
| 25            | Stéphane Mbia          |     |
| 4             | Grzegorz Krychowiak    |     |
| 10            | José Antonio Reyes     | 58e |
| 19            | Éver Banega            | 89e |
| 20            | Vitolo                 |     |
| 9             | Carlos Bacca           | 82e |
|               |                        |     |
| Remplaçants : |                        |     |
| 13            | Beto                   |     |
| 3             | Fernando Navarro       |     |
| 5             | Diogo Figueiras        |     |
| 23            | Coke                   | 58e |
| 12            | Vicente Iborra         | 89e |
| 17            | Denis Suárez           |     |
| 7             | Kevin Gameiro          | 82e |
|               |                        |     |
| Entraîneur :  |                        |     |
| Unai Emery    |                        |     |

| ·               |                     |     |
| Titulaires :    |                     |     |
|                 |                     |     |
| 71              | Denys Boyko         |     |
| 44              | Artem Fedetskyi     |     |
| 23              | Douglas             |     |
| 14              | Yevhen Cheberyachko |     |
| 12              | Léo Matos           |     |
| 7               | Jaba Kankava        | 85e |
| 25              | Valeriy Fedorchuk   | 68e |
| 99              | Matheus             |     |
| 29              | Rouslan Rotan       |     |
| 10              | Yevhen Konoplyanka  |     |
| 9               | Nikola Kalinić      | 78e |
|                 |                     |     |
| Remplaçants :   |                     |     |
| 16              | Jan Laštůvka        |     |
| 2               | Alexandru Vlad (en) |     |
| 19              | Roman Bezus         | 68e |
| 20              | Bruno Gama          |     |
| 24              | Valeriy Luchkevych  |     |
| 28              | Yevhen Shakhov      | 85e |
| 11              | Yevhen Seleznyov    | 78e |
|                 |                     |     |
| Entraîneur :    |                     |     |
| Myron Markevych |                     |     |

| ·             |                        |     |
| Titulaires :  |                        |     |
|               |                        |     |
| 29            | Sergio Rico            |     |
| 22            | Aleix Vidal            |     |
| 6             | Daniel Carriço         |     |
| 15            | Timothée Kolodziejczak |     |
| 2             | Benoît Trémoulinas     |     |
| 25            | Stéphane Mbia          |     |
| 4             | Grzegorz Krychowiak    |     |
| 10            | José Antonio Reyes     | 58e |
| 19            | Éver Banega            | 89e |
| 20            | Vitolo                 |     |
| 9             | Carlos Bacca           | 82e |
|               |                        |     |
| Remplaçants : |                        |     |
| 13            | Beto                   |     |
| 3             | Fernando Navarro       |     |
| 5             | Diogo Figueiras        |     |
| 23            | Coke                   | 58e |
| 12            | Vicente Iborra         | 89e |
| 17            | Denis Suárez           |     |
| 7             | Kevin Gameiro          | 82e |
|               |                        |     |
| Entraîneur :  |                        |     |
| Unai Emery    |                        |     |

### Statistiques
| Statistique    | Dnipro | Séville |
| -------------- | ------ | ------- |
| Buts marqués   | 2      | 2       |
| Tirs           | 4      | 11      |
| Tirs cadrés    | 3      | 3       |
| Arrêts         | 1      | 1       |
| Possession     | 39 %   | 61 %    |
| Corners        | 2      | 4       |
| Fautes         | 14     | 10      |
| Hors-jeux      | 1      | 1       |
| Cartons jaunes | 2      | 1       |
| Cartons rouges | 0      | 0       |

| Statistique    | Dnipro | Séville |
| -------------- | ------ | ------- |
| Buts marqués   | 0      | 1       |
| Tirs           | 8      | 7       |
| Tirs cadrés    | 2      | 2       |
| Arrêts         | 1      | 2       |
| Possession     | 45 %   | 55 %    |
| Corners        | 3      | 7       |
| Fautes         | 10     | 6       |
| Hors-jeux      | 0      | 1       |
| Cartons jaunes | 3      | 2       |
| Cartons rouges | 0      | 0       |

| Statistique    | Dnipro | Séville |
| -------------- | ------ | ------- |
| Buts marqués   | 2      | 3       |
| Tirs           | 12     | 18      |
| Tirs cadrés    | 5      | 5       |
| Arrêts         | 2      | 3       |
| Possession     | 42 %   | 58 %    |
| Corners        | 5      | 11      |
| Fautes         | 24     | 16      |
| Hors-jeux      | 1      | 2       |
| Cartons jaunes | 5      | 3       |
| Cartons rouges | 0      | 0       |

## Après-match

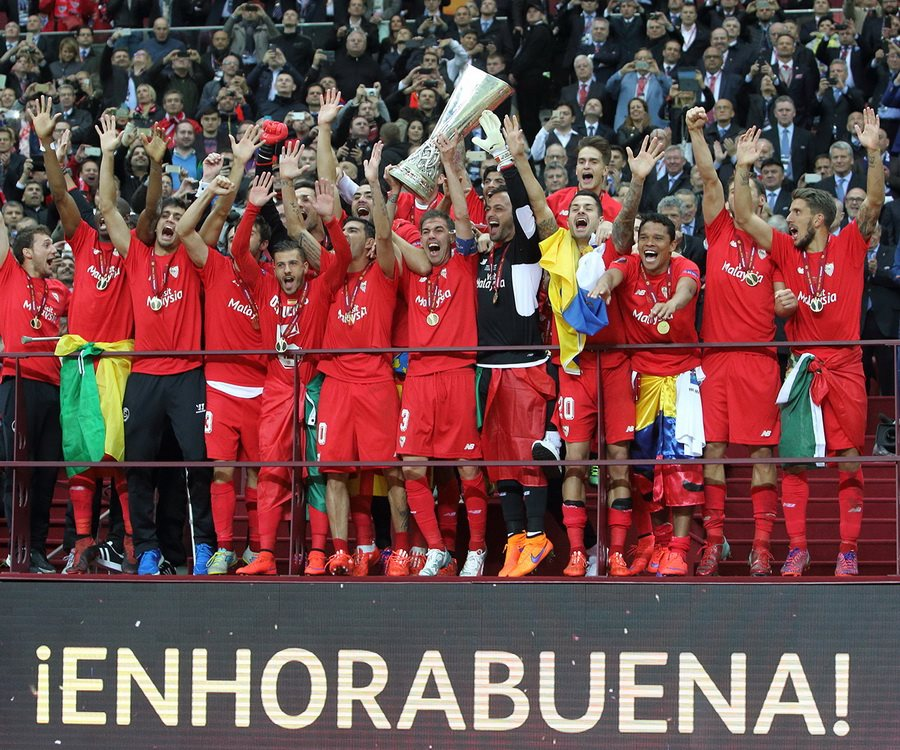
Séville remporte sa quatrième C3, un record.

La presse espagnole met logiquement en avant le succès du club andalous, le journal madrilène Marca titrant « Oh Séville, on est les champions », le périodique ABC de Sevilla écrivant quant à lui « "on est champions d'Europe encore." Oui, encore. ». La presse ukrainienne s'attarde quant à elle sur l'exploit du Dnipro qui, bien que vaincu, n'a pas démérité comme le titre le quotidien Vesti « Une défaite mais sous les applaudissements » en rendant hommage au « bon et courageux Dnipro ». En Pologne est d'abord mis en avant le Sévillan Grzegorz Krychowiak, natif du pays et buteur lors de la finale, de même en Colombie avec le double-buteur Carlos Bacca.
Avec son quatrième sacre, le FC Séville bat le record du nombre de C3 remportées, dépassant la Juventus, l'Inter Milan et Liverpool et leurs trois titres chacun.
Unai Emery, entraîneur de Séville, déjà vainqueur en 2014, devient le cinquième entraîneur à remporter la compétition au moins deux fois après Giovanni Trapattoni (avec la Juventus en 1977 et 1993, et Inter Milan en 1991), Luis Molowny (avec le Real Madrid en 1985 et 1986), Juande Ramos (avec Séville en 2006 et 2007) et Rafael Benítez (avec Valence en 2004, et  Chelsea en 2013).
Cette victoire donne également le droit au FC Séville de participer à la Supercoupe de l'UEFA 2015 face au FC Barcelone. Cette confrontation s'achèvera sur la défaite des Sévillans après prolongations sur le score de 5 buts à 4, et ce malgré un retour en force après avoir été mené 4 buts à 1 à la 52e minute pour arracher les prolongations grâce à des buts de José Antonio Reyes, de Kevin Gameiro sur penalty, et de l'ancien joueur du Dnipro Yevhen Konoplyanka, avant d'être finalement vaincus par un but de Pedro à la 115e minute.